# Бинген на Рајни
Бинген ам Рајн (њем. Bingen am Rhein) град је у њемачкој савезној држави Рајна-Палатинат. Једно је од 66 општинских средишта округа Мајнц-Бинген. Посједује регионалну шифру (AGS) 7339005.

## Географски и демографски подаци
Град се налази на надморској висини од 89 метара. Површина општине износи 37,7 km².

## Становништво
У самом граду је, према процјени из 2010. године, живјело 24.398 становника. Просјечна густина становништва износи 647 становника/km².

## Међународна сарадња
| Мјесто        | Држава               | Врста сарадње | Од    |
| ------------- | -------------------- | ------------- | ----- |
| Хичин         | Уједињено Краљевство | партнерство   | 1958. |
| Венаре ле Лом | Француска            | партнерство   | 1967. |
|               | Француска            | партнерство   | 1960. |
| Призрен       | Србија               | партнерство   | 1968. |
| Извор         |                      |               |       |